# Troubadour
Pour l’article homonyme, voir Troubadour (homonymie).

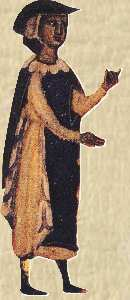
Bernart de Ventadorn, troubadour médiéval occitan - manuscrit de musique troubadour du XIIIe siècle.

Un troubadour (de l'occitan trobador) est un compositeur, poète, et musicien médiéval de langue d'oc qui interprétait ou faisait interpréter ses œuvres poétiques par des jongleurs ou des ménestrels. Les femmes qui pratiquent l'art du trobar sont appelées des trobairitz ou troubadouresses.
L’équivalent du troubadour en pays d’Oïl est le trouvère.
Le mouvement troubadour a commencé vers la fin du XIe siècle en Occitanie, au sein de la haute noblesse occitane. Puis, il s'est répandu par la suite dans d'autres couches sociales et s'est étendu au nord de l'Italie et de l'Espagne. Les troubadours ont participé activement à la vie sociale, politique et religieuse de la société de l'époque. Sous l'influence des troubadours, des mouvements du même type se sont levés partout en Europe. Après la période « classique » vers le XIIIe siècle et d'une résurgence au milieu de ce siècle, l'art des troubadours a décliné au XIVe siècle puis a finalement disparu à l'époque de la Peste noire (1347-1352).
Les thèmes abordés dans les chansons des troubadours portent principalement sur la chevalerie et l'amour courtois. Les œuvres peuvent être groupés en trois styles : le trobar leu (léger), le trobar ric (riche) et le trobar clus (fermé). Il y avait beaucoup de genres, le plus populaire étant le canso. Les sirventes et le tenson étaient surtout populaires dans la période post-classique, en Italie et parmi les trobairitz.
L’œuvre elle-même des troubadours est conservée dans plusieurs manuscrits et codex en France, Espagne ou Italie, et a été analysée par les philologues, et les musicologues à partir du XIXe siècle.
L'image d'Épinal du frivole poète courtisan ou du baladin à grelot n'a qu'un très lointain rapport avec la réalité. Le baladin à grelots était plutôt le rôle des bateleurs et jongleurs qui accompagnent le troubadour et parfois chantent leur composition à leur place.

## Aire géographique
Les troubadours apparaissent à partir du XIe siècle dans les cours des comtes de Barcelone (à partir de Raimond-Bérenger III) et des ducs d'Aquitaine (à partir de Guillaume IX le Troubadour) où se pratique la langue occitane, et se diffusent sur tout le territoire de leurs possessions, c'est-à-dire la moitié sud de la France, en Aquitaine, Périgord, Auvergne et Saintonge, ainsi que, pour les possessions des Comtes de Barcelone, en Catalogne, Aragon, Roussillon, Languedoc, Toulouse, Albigeois, Velay, Limousin, Carladès, Quercy, Rouergue, Provence, puis aussi en Lombardie, Toscane, République de Gênes[réf. nécessaire]. Cette aire correspond à celle qu'on appelle aujourd'hui l'Occitanie.
Leurs poésies se diffusent dans tout le royaume de France, ainsi que dans le royaume d'Angleterre à la cour d'Aliénor d'Aquitaine, au Portugal, en Hongrie et beaucoup plus tardivement, jusqu'en Transcaucasie avec Sayat-Nova.
Les trouvères et trouveresses sont leurs équivalents de langue d'oïl dans le Nord de la France. Les Minnesängers sont leur équivalent germanique. Le trobadorismo est le mouvement lyrique galicien, et le trovadorismo son équivalent portugais.

## Thèmes
Les thèmes les plus connus sont épiques, avec la vie des chevaliers, et lyriques avec la poésie courtoise.
Ils sont aussi très souvent satiriques et comiques, moraux ou religieux, et même juridiques ou politiques comme l'Histoire de la guerre de Navarre de Guillaume Anelier.

## Poète et musicien
La poésie des troubadours est une littérature poétique en vers réguliers, destinée à être chantée, voire mise en dialogues et en saynètes.
Le troubadour est défini comme celui qui sait trouver des vers et composer les musiques, il correspond à l'idée actuelle d'inventeur ou de créateur. Par exemple la vida de Bernart de Ventadour indique qu'il savait trouver les bons mots et les belles musiques, « aveia sotilessa et art de trobar bos motz e gai sons ». Les deux éléments sont indissociables, la poésie est faite d'abord pour être chantée et non récitée. Le troubadour était à la fois celui qui maîtrisait l'art poétique, et qui composait des mélodies pour accompagner le texte. Le mot troubadour, au sens strict, désigne les poètes du Moyen Âge s'exprimant en langue occitane.

## Étymologie
Le terme occitan trobador (trobairitz au féminin) « poète, compositeur » est attesté au XIIe siècle chez Peire d'Alvernhe, dérivé de trobar qui, en ancien occitan signifie « composer », « inventer », ou « deviser », dérivé du latin tropus (« trope »). Le mot troubadour n'a pas été emprunté par le français avant le XVIe siècle, en effet, il n'est mentionné qu'en 1575 au sens de « poète lyrique courtois de langue d'oc aux XIIe et XIIIe siècles » (J. de Nostre Dame, Vies des anciens poetes provençaux, p. 14 ds Gdf. Compl.),.
Le mot trobador se superpose exactement au mot français trouveur. Quant à trouvère, attesté également au XIIe siècle, il représente l'ancien cas sujet du mot d'oïl troveor « trouveur » (cas régime). Ces derniers sont basés sur le même étymon que « trouver », qui apparaît en français dès le Xe siècle dans un sens proche de celui du français actuel « découvrir, rencontrer par hasard » (La Vie de saint Léger, édition J. Linskill, 100) ; puis vers 1050 au sens de « découvrir quelque chose ou quelqu'un que l'on cherche » (Vie de saint Alexis, édition Chr. Storey, 114, 315). C'est seulement au XIIe siècle qu'il est donné avec la signification de « composer quelque chose en vers » (Wace, Roman de Brut, édition I. Arnold, 3342),.
Selon la plupart des linguistes l'occitan trobar et le français trouver remontent à un terme du latin populaire non attesté *tropare « composer, inventer un air » d'où « composer un poème », puis « inventer, découvrir », dérivé de tropus « figure de rhétorique »,,, (cf. latin contropare, voir controuver).
Cependant des historiens, des spécialistes de la littérature ou des musicologues considérant une possible origine arabe de l'art des troubadours proposent aussi un étymon arabe au terme de trobar : dès 1928, l'arabiste espagnol Julián Ribera y Tarragó a émis l'hypothèse d'une origine arabe au mot trobar et ses proches parents, du moins dans son usage spécialisé de « composer des vers, chanter, etc. ». Ribera a identifié l'arabe tʕaraba « chanson » (issu de la racine trilatérale Tʕ-R-B « susciter une émotion, une excitation, une agitation; faire de la musique, distraire par la chanson ») comme une origine probable. Ce lexème aurait été emprunté par les dialectes romans parlés en Andalousie, lors de l'occupation de l'Espagne par les arabes, puis en catalan et en occitan. Une proposition similaire a été faite, mais sur la base d'un étymon différent, c'est-à-dire Dʕ-R-B « émettre un son, frapper une touche », par extension « jouer d'un instrument de musique ». Ainsi, l'homophonie entre le terme indigène trobar « trouver » et le mot arabe Dʕ-R-B a pu contribuer au sens spécifique pris par le verbe trobar au Moyen Âge,,.
Le verbe trouver en français avec la signification de « découvrir, rencontrer par hasard » est attesté antérieurement à ses équivalents dans toutes les langues romanes (y compris l'occitan trobar), ce qui ne permet pas de vérifier cette théorie. Cependant, la signification « composer quelque chose en vers » apparue plus tardivement en français et de manière contemporaine à celle de l'occitan trobar au sens de « composer, inventer, deviser » justifie peut-être une influence arabe sur le plan sémantique. On doit préalablement supposer que le sens « composer quelque chose en vers » pris par le mot français a été influencé par celui pris par l'occitan.
Le radical latin trop- est suivi du suffixe latin d'agent -ātor, -atōris, ainsi le gallo-roman *TROPĀTOR aboutit parallèlement au français trouvère et à l'occitan trobaire (cas sujet) et *TROPATŌRE à troveor, troveeur « trouveur » et trobador « troubadour » (cas régime) (voir aussi PISCĀTOR > ancien français peschiere / occitan pescaire (> peuchère) et PISCATŌRE > ancien français pescheeur, pêcheur / occitan pescador).
Par ailleurs, en français contemporain, un « trope » est une figure de mots, c'est-à-dire une partie du discours dans laquelle les mots sont utilisés dans un sens différent de leur sens propre, un sens figuré, comme dans la création de métaphores ou de métonymies ; un sens particulier existe en musique : invention d'un nouveau texte sur une mélodie préexistante. Le mot latin est issu lui-même du grec τρόπος, « manière, tournure ». Les premiers « tropes » étaient des textes poétiques « trouvés » et ajoutés sur les mélodies préexistantes du chant grégorien (point de départ de l'invention poétique médiévale).

## La langue des troubadours
La langue des troubadours était la lenga romana, langue romane, terme toujours utilisé par les chartistes pour désigner la langue des textes profanes du Moyen Âge de ces régions, qu'ils soient poétiques ou non. On lui préfère actuellement l'appellation d'ancien occitan. Le mot occitanien est apparu pour la première fois dans l'Essai de glossaire occitanien publié en 1819 par Henri de Rochegude à partir d'un mélange d’œuvres des différents troubadours. Son introduction fait état du débat, déjà très vif à l'époque, sur les deux questions de l'unicité linguistique du Sud de la France, et du nom qu'il faut donner à la langue des troubadours. Il fait l'hypothèse de l'unicité, rejette les appellations concurrentes de provençal, de limousin et de catalan, pour adopter celle d'occitanien, afin de ne pas la confondre avec le dialecte languedocien encore très parlé à son époque. Reprenant l’Histoire générale de la Provence de Jean-Pierre Papon, il explique cette unicité linguistique originelle par la création et la diffusion d'un beau parler depuis les vicomtés de Gévaudan et de Carlat (la cour de l'épervier au Puy restera le foyer du chant d'amour) dans une aire comprenant la Provence, le Languedoc, la Catalogne et le Limousin, qui commence à partir du mariage en 1112 de Douce de Gévaudan, comtesse de Gévaudan, de Carlat, comtesse de Provence, avec Raymond Bérenger III le Grand, comte de Barcelone. La cour de Blanche de Carlat-Gévaudan-Lodève-Provence, dont le siège passera d'une région à l'autre, sera effectivement le foyer d'une cour littéraire qui se perpétuera plusieurs siècles, et fera école dans les grands lignages seigneuriaux apparentés comme les vicomtes de Rodez, de Narbonne, ou de Ventadour.
Au XIIIe siècle Raimon Vidal de Bezaudun nomme sa langue lemosi (limousin), tandis que les Italiens la nomment proensal (provençal), appellation qui fut reprise par certains romanistes du XIXe siècle et du début du XXe siècle, sous le terme « d'ancien provençal ». Au XIVe siècle, Dante dans son De vulgari eloquentia la nomme lingua d'oco (langue d'oc). Depuis le milieu du XXe siècle, elle tend à être désignée comme ancien occitan.
Les plus anciens témoignages écrits en langue d'oc au XIe siècle sont la Chanson de sainte Foy d'Agen et le Poème sur Boèce. Avec la langue religieuse et la langue de chancellerie, la langue littéraire fait partie de la scripta occitane qui constitue l'ensemble des textes écrits en ancien occitan au Moyen Âge.
Quelle que soit leur région d'origine, qu'ils soient gascons, provençaux, catalans ou italiens, les textes des troubadours copiés dans les chansonniers à partir du XIIIe siècle, sont écrits dans une langue commune, une koinê, avec peu de caractères dialectaux différenciés. Cette forme normalisée définissait une langue littéraire spécifique au domaine poétique qui s'est diffusée avec les premiers troubadours classiques, tandis que dans le nord à la même époque la langue d'oïl était spécifiquement adaptée au genre épique. Cette langue poétique ne connaît pas de variations dans le temps, entre le XIe et le XIIIe siècle elle demeure immuable.
Il est difficile de localiser l'origine de l'ancien occitan qui partage des analogies avec le limousin et le languedocien. Raynouard en faisait à tort l'origine de toutes les langues romanes. Quatre hypothèses ont été avancées pour l'origine de la koinê des troubadours: les origines limousine, poitevine, narbonnaise, et centraliste.
1. L'origine limousine. L'hypothèse qui présente la koinê comme puisant ses origines dans le dialecte limousin est apparue en 1876 dans la Grammaire limousine de Camille Chabaneau, elle la faisait concorder avec l'apparition de la poésie troubadouresque qui s'est localisée le long de la bordure linguistique qui sépare la langue d'oc de la langue d'oïl, en Gascogne, Périgord et Limousin[21], et devait son influence aux tropes de l'abbaye Saint-Martial de Limoges qui était le centre de la poésie médio-latine[20]. La nature limousine de la koinê a été longtemps défendue par les romanistes, du fait qu'elle partageait plusieurs caractères graphiques avec le limousin, notamment des phonèmes en cha et en ja présent dans chantar et jauzir par exemple. Mais Pierre Bec remarque que ces traits sont aussi présents dans d'autres dialectes nord-occitans du Dauphiné, Vivarais, Auvergne et le Velay, et sont probablement des caractères stylistiques plutôt que phonétiques[22].
2. L'origine poitevine s'établit à partir de la figure de Guillaume IX le premier troubadour qui était de Poitiers. Elle part de l'hypothèse qu'au XIe siècle le dialecte poitevin qui était parlé à la cour et par ses sujets, faisait partie de l'occitan et était proche du limousin. Les textes de Guillaume IX auraient transmis ce dialecte dans cette forme avant qu'il n'évolue vers la francisation, déjà effective au XIIIe siècle. Cette langue se serait ensuite répartie dans tout l'espace troubadouresque à cause du prestige du duc d'Aquitaine, et aurait été adoptée par les poètes qui lui succédèrent en devenant la langue littéraire commune[23]. Plusieurs arguments mettent à mal cette hypothèse, en premier que l'on ne peut vraiment démontrer que le poitevin ait pu être à l'origine un dialecte d'oc qui se serait francisé en un temps aussi court (de 1150 à 1250)[23].
3. L'origine narbonnaise. Les philologues Heinrich Morf et Giulio Bertoni, furent les principaux promoteurs de la thèse selon laquelle l'occitan des troubadours était originaire de la région du bas Languedoc et plus précisément de Narbonne. Cette thèse a depuis été abandonnée[22].
4. L'origine centraliste. Thèse apparue dans les années 1950 après la publication par Clovis Félix Brunel du recueil des Plus anciennes chartes en langue provençale (1926-1952). Elle comprend l'origine de la langue des troubadours dans l'ensemble plus général de la scripta occitane. Selon ses principaux défenseurs, les philologues John Orr, Ruprecht Rohr et Max Pfister, la koinê des troubadours est une langue déjà fixée dans une forme classique standardisée, qui témoigne de l'évolution d'une langue véhiculaire dont l'origine est la scripta administrative plus marquée dialectalement, et localisé autour de Toulouse dans le domaine de l'occitan central, région où sont conservées les plus anciennes chartes en langue d'oc datant du XIe siècle[24].

## La fin’ amor
La fin’ amor est une conception des relations amoureuses et courtoises entre le poète et sa dame (la domna comme elle est nommée par les troubadours), dont le rang social est souvent plus élevé que celui du poète : c'est en fait une allégorie, un objet d'idéalisation et de désir inaccessible. La fin’ amor est aussi un jeu galant codifié destiné à éprouver la fidélité du prétendant pour sa dame.
Empreint de valeurs héroïques propres à la chevalerie, la fin’ amor n'écarte pas l’adultère, mais évoque aussi des sentiments fins (délicats).
L’amour courtois se développa pour répondre à des règles très précises, finalement codifiées par plusieurs arrêts pris à la cour, notamment celle d’Aliénor d'Aquitaine qui joua un rôle considérable dans la diffusion de l’idéologie de l'amour courtois.

## Origines
Les anciennes recherches sur l'histoire des troubadours se concentraient sur la détermination de leur origine. Aucune thèse n'a jamais fait consensus dans ce domaine.
La thèse de l'influence arabe sur la genèse de l'œuvre lyrique des troubadours a été très discutée aux XIXe et XXe siècles. Les spécialistes actuels tendent à ne plus croire à cette hypothèse d'une influence des thématiques de la poésie arabe sur celle des troubadours ; si certains thèmes ou images poétiques sont identiques ce serait en raison d'une thématique « universelle et polygénétique » : baisers dans le vent, séparation des amoureux, rendez-vous secrets, etc. De même, si des contacts culturels sont attestés entre les troubadours et la tradition lyrique hispano-arabe, des thématiques semblables pouvaient autant exister dans la tradition lyrique romane antérieure aux troubadours. Certains spécialistes jugent néanmoins possible la transmission de la forme strophique de la poésie arabe vers la forme des poèmes et chants troubadours.
D'autres thèses proposent d'expliquer l'émergence des troubadours ou la singularité de leurs œuvres : l'influence de la doctrine du catharisme, du christianisme (mariologie, liturgie), la survivance de coutumes païennes ou matriarcales (celtiques, germaniques…), les styles du latin médiéval, le folklore et la tradition orale, la littérature classique latine (Ovide, Cicéron, Platon), le néoplatonisme, et à partir du XXe siècle l'analyse des facteurs politiques et sociaux.

## Histoire
Les troubadours apparaissent au moment de la première croisade, et leur déclin s'amorce avec la croisade des Albigeois. Plusieurs d'entre eux participeront aux croisades à commencer par Guilaume IX qui fait partie des chevaliers qui accompagnent Godefroi de Bouillon lors de la première Croisade et plus tard à la Reconquista.

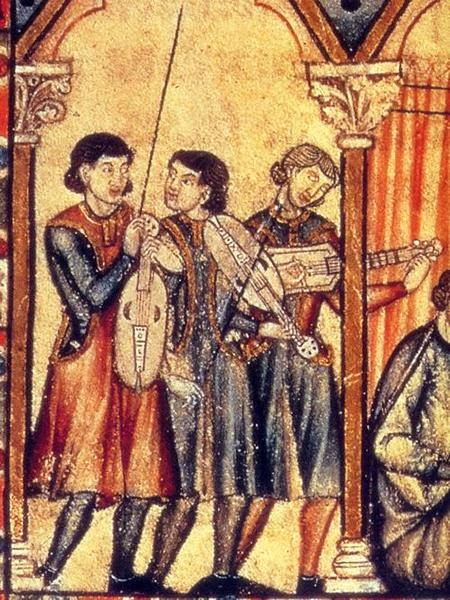
Détail d'une enluminure tirée des Cantigas de Santa Maria, montrant deux vielles et une citole.

La première période de l'art lyrique des troubadours commence avec Guillaume IX d'Aquitaine, le plus ancien troubadour identifié, et est ensuite représenté par quatre autres poètes : Cercamon, Marcabru, Jaufré Rudel et Eble de Ventadour.

## Liste des troubadours et des trobairitz
Trobairitz est le féminin de troubadour en langue d'oc.
- Liste de troubadours et trobairitz

Il aurait existé très peu de trouvères juifs sur le territoire français, dont deux en hébreu médiéval, Abraham Bedersi (120-1296), de Béziers, et Isaac Gorni (en) (1220/1230-1290c), un en langue d'oc et en langue d'oïl, Mahieu le Juif, et peut-être "Bonfils de Narbonne", compère ou personnage de Guiraut Riquier (1230c-1290c).

## Les genres lyriques

### Genres aristocratisants
- la canso (la chanson) est la forme la plus courante : cinq ou six couplets bâtis sur les mêmes rimes ;
- l'aube (l'aubade ?) décrit avec brièveté le réveil des deux amants par le cri d'un guetteur et leur tristesse de devoir se séparer à la pointe du jour ;
- la serena (sérénade en langue d'oïl), dépeint les lamentations du chevalier amoureux ;
- les sirventès sont des satires plus politiques et morales ;
- le planh est un chant de deuil ;
- le partimen ou joc-partit (jeu parti en langue d'oïl) et la tenso (tenson en langue d'oïl) permettent à plusieurs troubadours de débattre des questions d'amour ;
- la pastourelle dépeint l'amour pour une bergère ;
- la ballade, destinée à être dansée ;
- La chanson de croisade, représente un genre hybride : elle relève d'une part de l'idéologie de la croisade, exaltant la prouesse guerrière au service de la foi ; mais d'autre part, elle représente une requête d'amour déguisée, que le danger de l'expédition rend plus urgente.

## Postérité

Le Troubadour, 1868–1873
Honoré Daumier
Cleveland Museum of Art

Le troubadour a été un sujet populaire dans l'art français du XIXe siècle. Associé à la chevalerie et à l'amour courtois, le thème reflète une fascination romantique plus large pour le passé médiéval de la France.
Le style troubadour est un mouvement artistique émergeant sous la Restauration française, qui s'épanouit dans la première moitié du XIXe siècle, et tendant à réinventer et s'approprier par les différents arts, une atmosphère idéalisée du Moyen Âge et de la Renaissance.

#### Anthologies
- René Nelli et René Lavaud, Les troubadours : Le trésor poétique de l'Occitanie, vol. 1 : L'œuvre épique, Paris, Éditions Desclée de Brouwer, coll. « bibliothèque européenne », 1966 (ISBN 2-220-02192-0)
- René Nelli et René Lavaud, Les troubadours : Le trésor poétique de l'Occitanie, vol. 2 : L'œuvre poétique, Paris, Éditions Desclée de Brouwer, coll. « bibliothèque européenne », 1966 (ISBN 2-220-02192-0)
- Jacques Roubaud, Les troubadours : anthologie bilingue, Paris, Seghers, 1971, 466 p. (ISBN 2-221-50188-8)
- Pierre Bec, Anthologie des troubadours, Paris, Union générale d'édition, coll. « 10/18 », 1979 (ISBN 2-264-00242-5)
- Paul Fabre (trad. de l'occitan), Anthologie des troubadours, XIIe – XIVe siècle, Orléans, Paradigme, 694 p. (ISBN 978-2-86878-282-3, BNF 42347751)
- Pierre Bec, Florilège en mineur : jongleurs et troubadours mal connus, éditions Paradigme, 2004 (ISBN 978-2-86878-242-7)
- Roger Teulat, Anthologie des troubadours du Cantal, éditions Ostal del Libre / Institut d'études occitanes, Aurillac, 2005,  (ISBN 978-2951625822)
- Roger Teulat, Anthologie des troubadours de la Haute-Loire, éditions Ostal del Libre / Institut d'études occitanes, Aurillac, 2009.
- Roger Teulat, Anthologie des troubadours du Puy-de-Dôme, éditions Ostal del libre / Institut d'études occitanes, Aurillac 2011,  (ISBN 978-2-914662-16-1)

#### Études historiques
- Jean-Baptiste de La Curne de Sainte-Palaye, Histoire littéraire des troubadours, Paris, Durand neveu, 1774, 2 volumes. (1967, Slatkine reprint)
- François-Juste-Marie Raynouard
  - La Grammaire des troubadours, 1816
  - Des troubadours et les cours d’amour, 1817 Lire en ligne
  - Grammaire comparée des langues de l’Europe latine dans leurs rapports avec la langue des troubadours, 1821
  - Choix des poésies originales des troubadours, 6 vol., 1816-1821
  - Lexique de la langue des troubadours, 1824
- Claude Fauriel
  - Histoire de la Gaule méridionale sous les conquérants germains, 1836, 4 volumes
  - Histoire de la poésie provençale, 1846, 3 volumes
- Joseph Anglade
  - Le Troubadour Guiraut Riquier. Étude sur la décadence de l'ancienne poésie provençale (1905)
  - Les Troubadours, leurs vies, leurs œuvres, leur influence (1908)
  - Onomastique des troubadours (1916)
  - Poésies du Troubadour Peire Raimon de Toulouse (1920)
  - Histoire sommaire de la littérature méridionale au Moyen Âge (1921)
  - Anthologie des troubadours (1927)
  - Les Troubadours de Toulouse (1928)
  - Les Troubadours et les Bretons (1929)
  - Grammaire de l'Ancien Provençal ou ancienne Langue d'Oc. Phonétique & morphologie
- Duc de La Salle de Rochemaure, Les Troubadours cantaliens XII-XXe siècle, 1910, Bloud et Gay, 2 in-12°, 645 et 577 p.

#### Histoire
- Henri-Irénée Marrou, Les Troubadours, Paris, Éditions du Seuil, 1971, 188 p. (ISBN 2-02-000650-2)
- Geneviève Brunel-Lobrichon et Claudie Duhamel-Amado, Au temps des troubadours, Paris, Hachette, coll. « La Vie quotidienne », 1997, 270 p. (ISBN 2-01-235525-0)
- Linda M. Paterson (trad. de l'anglais), Le monde des troubadours : la société médiévale occitane de 1100 à 1300, Montpellier, Les Presses du Languedoc, 1999, 358 p. (ISBN 2-85998-193-4)
- Michel Zink, Les troubadours : une histoire poétique, Paris, Librairie Académique Perrin, 2013, 368 p. (ISBN 978-2-262-02898-5)
- Henri Davenson, Les Troubadours, Éditions du Seuil (collection « Le temps qui court »), 1961, 183 p.

#### Études littéraires
- René Nelli, L'Érotique des Troubadours, Toulouse, Éditions Privat, 1963 (ISBN 2-00-002573-0)
- Ezra Pound (trad. de l'anglais), Sur les pas des troubadours en pays d'Oc, Paris, éditions du Rocher, 2005, 220 p. (ISBN 2-268-05459-4)
- Pierre Bec, Écrits sur les troubadours et la lyrique médiévale, Caen, Paradigme, coll. « Medievalia », 1992, 387 p. (ISBN 2-86878-067-9)
- Ernest Hoepffner, Les Troubadours dans leur vie et dans leurs œuvres, A. Collin, 1955.
- Joséphin Peladan, Le Secret des troubadours, Paris, E. Sansot, 1906 (Texte en ligne sur Wikisource)

#### Langue
- Pierre Bec, La langue occitane, Paris, Presses universitaires de France, coll. « Que Sais-je ? », 1986, 127 p. (ISBN 2-13-039639-9)
- Maurice Romieu et André Bianchi, La lenga del trobar : Precís de grammatica d'occitan ancian, Paris, Presses universitaires de Bordeaux, 1986, 204 p. (ISBN 2-86781-393-X, lire en ligne)

#### Musique
- Ismael Fernandez de la Cuesta et Robert Lafont, Las cançons dels trobadors, Toulouse, Institut d'Estudis Occitans, coll. « Opera omnia », 1979, 270 p. (ISBN 2-01-235525-0)
- Claude Riot, Chants et instruments : Trouveurs et jongleurs au Moyen Âge, Paris, Éditions Desclée de Brouwer, coll. « R.E.M.P.A.R.T », 1996, 119 p. (ISBN 2-200-03681-7)
- Jean Maillard et Jacques Chailley (préface), Anthologie de Chants de Troubadours, Nice, Georges Delrieu et Cie éditeurs, 1967